# تقلید (فیلم ۲۰۲۰)
تقلید (به انگلیسی: The Mimic) فیلمی محصول سال ۲۰۲۰ و به کارگردانی توماس اف. مازیوتی است. در این فیلم بازیگرانی همچون توماس سادوسکی، جیک رابینسون، آستین پندلتن، جینا گرشان، مریلو هنر، تمی بلانچارد، دیدی کان، جاش پایس، ام. امت والش و جسیکا والتر ایفای نقش کرده‌اند.